# ロシア大統領府

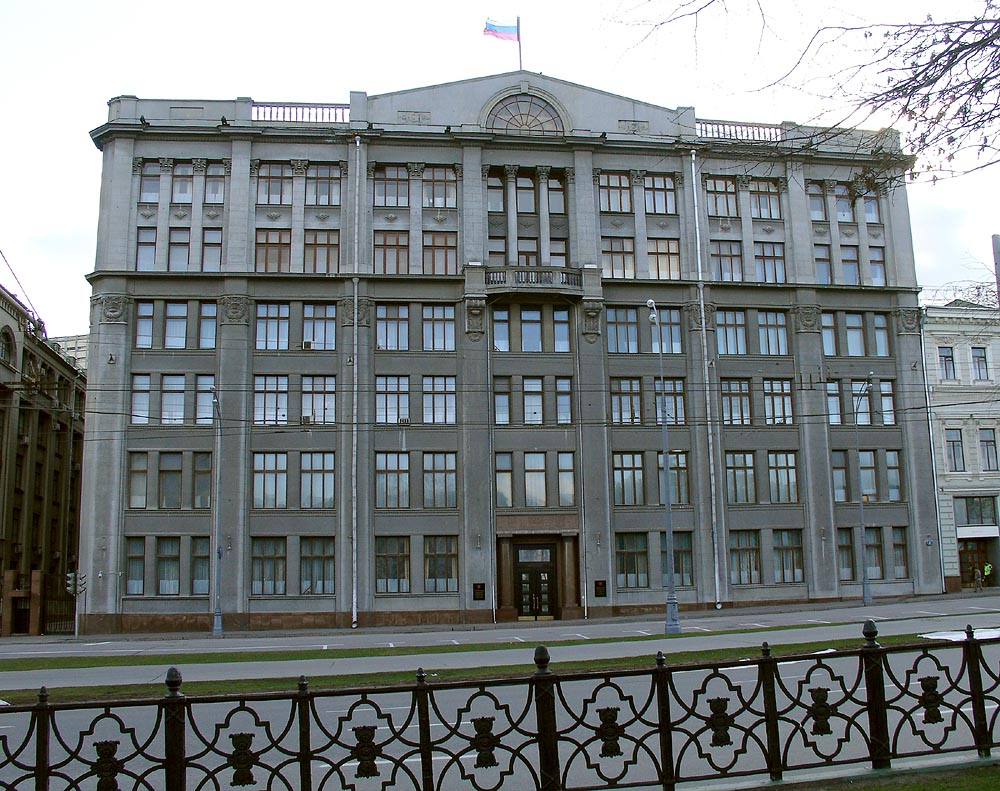
モスクワのスターラヤ広場にあるロシア大統領府庁舎。旧ソビエト連邦共産党中央委員会ビルである。

ロシア大統領府（ロシア語: Администрация президента России）は、ロシア大統領直属の国家行政機関。
1991年7月19日、ロシア・ソビエト連邦社会主義共和国（現在のロシア連邦）の大統領ボリス・エリツィンの大統領令によって、同大統領と副大統領のアレクサンドル・ルツコイ（1993年副大統領職は廃止）に関する行政事務を取り扱うため、ロシア連邦安全保障会議を含む諮問機関と同様に設立された。
大統領府は大統領府長官、副長官、主な部局長は大統領によって任免され、内閣（ロシア連邦政府）の承認を得る必要はない。その他のスタッフは、大統領府長官によって任命される。

## ロシア大統領府長官一覧
- ユーリ・ペトロフ （1991年8月 - 1993年1月）
- セルゲイ・フィラートフ （1993年1月 - 1996年1月）
- ニコライ・エゴロフ （1996年1月15日 - 1996年7月15日）
- アナトリー・チュバイス （1996年7月15日 - 1997年3月7日）
- ワレンチン・ユマシェフ （1997年3月11日 - 1998年12月7日)
- ニコライ・ボルジュジャ （1998年12月7日 - 1999年3月）
- アレクサンドル・ヴォローシン （1999年3月19日 - 1999年12月31日）
- アレクサンドル・ヴォローシン （1999年12月31日 - 2000年5月7日)
- アレクサンドル・ヴォローシン （2000年5月27日 - 2003年10月30日)
- ドミートリー・メドヴェージェフ （2003年10月30日 - 2005年11月14日）
- セルゲイ・ソビャーニン （2005年11月14日 - 2008年5月12日）
- セルゲイ・ナルイシキン （2008年5月13日 - 2011年12月15日）
- ウラジスラフ・スルコフ （代行、2011年12月）
- セルゲイ・イワノフ （2011年12月22日 - 2016年8月12日）
- アントン・ヴァイノ （現職、2016年8月12日 - ）

## その他の重要役職
大統領府第一副長官:
- ドミートリー・メドヴェージェフ （2000年6月3日 - 2003年10月30日）
- ドミトリー・コザク （2003年10月30日 - 2004年3月）
- ヴャチェスラフ・ヴォロージン （2011年12月27日 - 2016年10月5日）
- アレクセイ・グロモフ （2012年5月21日 - 現在）
- セルゲイ・キリエンコ （2016年10月5日 - 現在）

大統領府副長官:
- ウラジスラフ・スルコフ （1999年8月3日 - 2000年5月7日、2000年6月4日 - 2004年3月26日）
- イーゴリ・セーチン （1999年12月31日 - 2000年5月7日、2000年6月4日 - 2008年5月7日）
- アレクサンドル・アブラモフ （1999年12月7日 - 2004年3月26日）
- ヴィクトル・イワノフ （2000年1月5日 - 2004年3月26日）
- ドミトリー・コザク （1999年5月 - 1999年8月、2000年6月4日 - 2003年10月30日）
- エフゲニー・リソフ （1998年10月14日 - 2004年1月12日）
- ジャハン・ポリェーワ （1998年9月16日 - 2004年3月26日）
- セルゲイ・プリホドコ （1998年9月14日 - 2004年3月26日）
- イーゴリ・シュヴァーロフ （2003年10月 - 2004年3月）
- セルゲイ・ヤストルジェムプスキー （ヤストルジェムスキー、1997年3月28日 - 1998年9月12日）

大統領補佐官
- ウラジスラフ・スルコフ （2004年3月26日 - 2008年5月7日、2013年9月20日 - 現在）
- イーゴリ・セーチン （2004年3月26日 - 2008年5月7日）
- アレクサンドル・アブラモフ （2004年3月から）
- アレクサンドル・ベグロフ （2004年5月から）
- ラリサ・ブリュチェワ （2004年3月から）
- ヴィクトル・イワノフ （2004年3月から）
- ジャハン・ポリェーワ （2004年3月から）
- セルゲイ・プリホドコ （1997年から1998年、2004年3月から）
- イーゴリ・シュヴァーロフ （2003年6月から10月、2004年3月）
- セルゲイ・ヤストルジェムプスキー （2000年1月から）
- イーゴリ・セルゲーエフ （2001年3月28日 - 2004年3月30日）
- エフゲニー・シャポシニコフ （1997年3月 - 2004年3月30日）
- アスランベク・アスラハノフ （2003年10月 - 2004年3月）
- ユーリ・ウシャコフ（2012年5月21日 - 現在）

大統領府報道官
- ドミトリー・ペスコフ （2012年5月22日 - 現在）

大統領儀典長（式部長官）
- イーゴリ・シチョーゴレフ

大統領顧問
- アスランベク・アスラハノフ （北カフカス担当、2004年3月から）
- アレクサンドル・ブルーチン （軍事技術・産業担当、2003年4月から）
- ユーリ・ラプチェフ （文化担当、2004年4月から）
- ミハイル・リシン （マスメディア・情報技術担当、2004年4月から）
- アナトリー・プリスタフキン （恩赦担当、2001年12月から）
- セルゲイ・サモイロフ （連邦・地方政府担当、2001年から）
- ゲンナジー・トロシェフ （コサック担当、2003年から）
- ウラジーミル・シェフチェンコ （特務担当、2000年から）
- ヴェニヤミン・ヤコヴレフ （司法担当、2005年2月から）
- アンドレイ・イラリオノフ （経済担当、2000年4月12日 - 2005年12月25日）

## 連邦管区 大統領全権代表
2000年創設。
- 中央連邦管区
  - ゲオルギー・ポルタフチェンコ (2000年5月18日 - 2011年8月31日)
  - オレグ・ゴヴォルン (2011年9月6日 - 2012年5月21日)
  - アレクサンドル・ベグロフ (2012年5月23日 - 2017年12月25日)
  - アレクセイ・ゴルデーエフ (2017年12月25日 - 2018年5月18日)
  - イーゴリ・シチョーゴレフ (2018年6月26日 - )

- 南部連邦管区
  - ヴィクトル・カザンツェフ (2000年5月18日 - 2004年3月9日)
  - ウラジーミル・ヤコブレフ (2004年3月9日 - 2004年9月13日)
  - ドミトリー・コザク (2004年9月13日 - 2007年9月24日)
  - グリゴリー・ラポータ (2007年9月24日 - 2008年5月12日)
  - ウラジーミル・ウスチノフ (2008年5月12日 - )

- 北西連邦管区
  - ヴィクトル・チェルケソフ (2000年5月18日 - 2003年3月11日)
  - ワレンチナ・マトヴィエンコ (2003年3月11日 - 2003年10月15日)
  - イリヤ・クレバノフ (2003年11月1日 - 2011年9月6日)
  - ニコライ・ヴィンニチェンコ (2011年9月6日 - 2013年3月11日)
  - ウラジーミル・ブラヴィン（ロシア語版） (2013年3月11日 - 2016年7月28日)
  - ニコライ・ツカノフ（英語版） (2016年7月28日 - 2017年12月25日)
  - アレクサンドル・ベグロフ (2017年12月25日 - 2018年11月7日)
  - アレクサンドル・グチャン（英語版） (2018年11月7日 - )

- 極東連邦管区
  - コンスタンチン・プリコフスキー (2000年5月18日 - 2005年11月14日)
  - カミーリ・イスハコフ (2005年11月14日 - 2007年)
  - オレグ・サフォーノフ（2007年11月30日 - 2009年4月30日）
  - ヴィクトル・イシャエフ（2009年4月30日 - 2013年8月31日）
  - ユーリ・トルトネフ（2013年8月31日 - ）

- シベリア連邦管区
  - レオニード・ドラチェフスキー (2000年5月18日 - 2004年9月9日)
  - アナトリー・クワシニン (2004年9月9日 - 2010年9月9日)
  - ヴィクトル・トロコンスキー (2010年9月9日 - 2014年5月12日)
  - ニコライ・ロゴシュキン (2014年5月12日 - 2016年7月28日)
  - セルゲイ・メニャイロ（ロシア語版） (2016年7月28日 - )

- ウラル連邦管区
  - ピョートル・ラティシェフ (2000年5月18日 - 2008年12月2日)
  - ニコライ・ヴィンニチェンコ (2008年12月8日 - 2011年9月6日)
  - エフゲニー・クイヴァシェフ (2011年9月6日 - 2012年5月14日）
  - イーゴリ・ホルマンスキフ（英語版） (2012年5月18日 - 2018年6月26日)
  - ニコライ・ツカノフ（英語版） (2018年6月26日 - 2020年11月9日)
  - ウラジーミル・ヤクーシェフ (2020年11月9日 - 2024年9月25日)
  - アルチョム・ジョーガ（英語版） (2024年10月2日 - )

- 沿ヴォルガ連邦管区
  - セルゲイ・キリエンコ (2000年5月18日 - 2005年11月14日)
  - アレクサンドル・コノヴァロフ (2005年11月14日 - 2008年5月12日)
  - グリゴリー・ラポータ (2008年5月12日 -2011年12月15日)
  - ミハイル・バービチ（ロシア語版） (2011年12月15日 - 2018年8月24日)
  - イーゴリ・コマロフ（ロシア語版） (2018年9月7日 - )

## ロシア連邦権力機関大統領全権

### 連邦会議および国家会議大統領全権
1996年2月10日以前
- アレクサンドル・ヤコブレフ (1994年2月18日 - 1996年2月10日)

### 連邦会議大統領全権
1996年2月10日以降
- アナトリー・スリヴァ (1996年2月10日 - 1998年10月27日)
- ユーリ・ヤロフ (1998年12月7日 - 1999年4月13日)
- ヴャチェスラフ・ヒジニャーコフ (1999年5月12日 - 2004年4月5日)
- アレクサンドル・コチェンコフ (2004年4月5日 - )

### 国家会議大統領代表
1996年2月10日以降
- アレクサンドル・コチェンコフ (1996年2月10日 - 2004年4月5日)
- アレクサンドル・コソプキン (2004年4月5日 - )

### 憲法裁判所大統領代表
- ワシリー・セフィツキー (1995年4月24日 - 1996年2月5日)
- ミハイル・ミチューコフ (1996年2月5日 - 1996年12月7日)
- セルゲイ・シャフライ (1996年12月7日 - 1998年6月29日)
- ミハイル・ミチューリン (1998年6月29日 - 2005年11月7日)
- ミハイル・コロトフ (2005年11月7日 - )

## 大統領府内部局
- 安全保障会議事務局
- 連邦管区大統領全権代表事務局
- 大統領顧問事務局
- 国家法務局
- 大統領事務局
- 監督局
  - 局長: 
    - ユーリ・ボルドィレフ （1992年 - 1993年)
    - アレクセイ・イリュシェンコ (1993年3月19日 - ?)
    - ウラジーミル・ザイツェフ (1995年 - 1996年)
    - アレクセイ・クドリン (1996年8月1日 - 1997年3月26日)
    - ウラジーミル・プーチン (1997年3月26日 - 1998年5月)
    - ニコライ・パトルシェフ (1998年3月31日 - 1998年10月)
    - エフゲニー・リソフ (1998年10月 - 2004年1月13日)
    - ヴァレリー・ナザロフ (2004年1月13日 - 2004年3月12日)
    - アレクサンドル・ベグロフ (2004年5月27日 - )
- 大統領演説原稿執筆局
- 大統領府長官書記局（事務局）
- 国内政策局
- 外交政策局
- 人事・国家賞勲局 (2004年3月25日新設)
- 人事局 (2004年3月25日廃止)
- 国家賞勲局 (2004年3月25日廃止)
- 行政管理局 (2004年3月25日新設)
- 市民の憲法上の権利擁護局 (2004年3月25日新設)
- 恩赦局
- 公民権局 (2004年3月25日廃止)
- 文書処理局
- コミュニケーション・公共フィードバック局
- 報道・情報部 (2004年3月25日新設)
- 報道部 (2004年3月25日廃止)
- 情報部 (2004年3月25日廃止)
- 儀典・組織局 (2004年3月25日新設)
- 儀典局 (2004年3月25日廃止)
- 組織局 (2004年3月25日廃止)
- 技術部
- 地域間関係・対外文化連絡局
- 地域局 (2004年3月25日廃止)
- 経済局 (2004年3月25日廃止)
- コサック局 (1998年8月7日 - 2003年2月25日)